# Flagelloscypha venezuelae
Flagelloscypha venezuelae är en svampart som beskrevs av Agerer 1975. Flagelloscypha venezuelae ingår i släktet Flagelloscypha och familjen Niaceae.   Inga underarter finns listade i Catalogue of Life.